# DNCB
De DNCB (Centura București of Ringweg Boekarest) is een weg in Roemenië. Hij vormt de ringweg van Boekarest. De weg bestaat volledig uit een rijbaan met twee rijstroken en is 72 kilometer lang. De DNCB kent verscheidene gelijkvloerse kruisingen met de wegen die vanuit de stad in alle windrichtingen verlopen, waardoor de ringweg een vrij lage capaciteit heeft. De DNCB staat ook bekend als DJ100.

## Uitbreiding
Volgens de Roemeense krant Cotidianul zou vanaf begin 2008 een start worden gemaakt met de uitbreiding van de ringweg Boekarest. Deze ringweg zou het verkeer van de A1 en de A2 om de stad heen leiden. 
De aanleg van deze vierstrooks autosnelweg (2 rijstroken per richting) zou aan de noordzijde van de stad Boekarest beginnen en er zou een bedrag van 1 miljard euro mee gemoeid zijn. Er zijn in het ontwerp tien grote op- en afritten opgenomen, om zo de bereikbaarheid en doorstroming van het verkeer van en naar de hoofdstad te vergroten. 
Ondanks alle plannen is er eind 2011 nog niet begonnen aan de uitbreiding van de ringweg.